# Abdelrafik Gérard
Abdelrafik Gérard (Ivry-sur-Seine, 8 juni 1993) is een Frans voetballer die sinds januari 2020 uitkomt voor Qäbälä PFK. Gérard is een middenvelder.

## Carrière
Gérard werd geboren in het Franse Ivry-sur-Seine als zoon van een Réunionse vader en een Algerijnse moeder. Gérard sloot zich op jonge leeftijd aan bij de INF Clairefontaine, het nationale voetbalinstituut van Frankrijk. Later belandde hij bij de jeugdopleiding van Paris Saint-Germain, waar hij niet kon doorstromen naar het eerste elftal. In augustus 2014 ondertekende hij een contract voor twee seizoenen bij de Franse tweedeklasser US Créteil-Lusitanos.
 Gérard had het moeilijk om door te breken bij de club uit de Parijse voorstad Créteil: in zijn eerste seizoen speelde hij slechts één officiële wedstrijd. Het seizoen daarop kwam hij dertien keer in actie in de Ligue 2.
In de zomer van 2016, na de degradatie van US Créteil naar de Championnat National, stapte Gérard over naar de Franse tweedeklasser RC Lens. In tegenstelling tot bij Créteil slaagde Gérard er ditmaal wél in om zijn carrière te lanceren. Na twee seizoenen, waarin hij 43 officiële wedstrijden speelde, tekende hij bij de Belgische tweedeklasser Union Sint-Gillis. In zijn eerste seizoen was hij een nuttige pion op het middenveld van Union, dat een knap seizoen speelde met een halve finale in de Beker van België als hoogtepunt. In zijn tweede seizoen slonken zijn speelkansen echter, waarna zijn contract in januari 2020 in onderling overleg ontbonden werd.
Een week na zijn vertrek bij Union vond Gérard onderdak bij de Azerbeidzjaanse eersteklasser Qäbälä PFK.

## Clubstatistieken
| Seizoen         | Club              | Land                  | Competitie      | Competitie | Competitie | Beker | Beker | Europees | Europees | Totaal | Totaal |
| Seizoen         | Club              | Land                  | Competitie      | Wed.       | Dlp.       | Wed.  | Dlp.  | Wed.     | Dlp.     | Wed.   | Dlp.   |
| --------------- | ----------------- | --------------------- | --------------- | ---------- | ---------- | ----- | ----- | -------- | -------- | ------ | ------ |
| 2014/15         | US Créteil        | Vlag van Frankrijk    | Ligue 2         | 1          | 0          | 0     | 0     | —        | —        | 1      | 0      |
| 2015/16         | US Créteil        | Vlag van Frankrijk    | Ligue 2         | 13         | 1          | 0     | 0     | —        | —        | 13     | 1      |
| 2016/17         | RC Lens           | Vlag van Frankrijk    | Ligue 2         | 25         | 2          | 4     | 0     | —        | —        | 29     | 2      |
| 2017/18         | RC Lens           | Vlag van Frankrijk    | Ligue 2         | 12         | 1          | 2     | 0     | —        | —        | 14     | 1      |
| 2018/19         | Union Sint-Gillis | Vlag van België       | Eerste klasse B | 17         | 1          | 2     | 1     | —        | —        | 19     | 2      |
| 2019/20         | Union Sint-Gillis | Vlag van België       | Eerste klasse B | 8          | 0          | 1     | 0     | —        | —        | 9      | 0      |
| 2019/20         | Qäbälä PFK        | Vlag van Azerbeidzjan | Premyer Liqası  | 3          | 0          | 0     | 0     | 0        | 0        | 3      | 0      |
| Carrière totaal | Carrière totaal   | Carrière totaal       | Carrière totaal | 79         | 5          | 9     | 1     | 0        | 0        | 88     | 6      |

Bijgewerkt op 17 februari 2020.